# Price of Love

Price of Love est un drame éthiopien de 2015 réalisé par Hermon Hailay qui a été projeté dans la sélection officielle au Festival international du film de Toronto 2015 . 
Il a été sélectionné en Compétition Officielle au FESPACO 2015 où il a remporté le Prix Spécial de Ouagadougou. Il a ensuite participé à de nombreux festivals de films internationaux et a remporté de nombreux prix.

## Synopsis
Le film raconte l'histoire d'un jeune chauffeur de taxi d'Addis-Abeba pris dans le côté obscur de l'amour, provoquant le vol de son taxi. Il se retrouve coincé dans une relation avec une prostituée, lui faisant affronter son passé et découvrir quel est le prix de l'amour.

## Distinctions
| An   | Décerner                                                          | Catégorie                           | Résultat   |
| ---- | ----------------------------------------------------------------- | ----------------------------------- | ---------- |
| 2015 | Festival panafricain du cinéma et de la télévision de Ouagadougou | Prix spécial de Ouagadougou         | Lauréat    |
| 2015 | Festival international du film de femmes de Créteil               | grand Prix                          | Nomination |
| 2015 | Festival du Film Panafricain, Cannes                              | Prix Dikalo du meilleur film        | Lauréat    |
| 2015 | Festival du Film Panafricain, Cannes                              | Prix Dikalo du meilleur acteur      | Lauréat    |
| 2015 | Festival du Film Panafricain, Cannes                              | Prix Dikalo de la meilleure actrice | Lauréat    |
| 2015 | Festival international du film de Zanzibar                        | Prix Bi Kidude (prix du président)  | Lauréat    |
| 2015 | Écrans noirs                                                      | Ecrans d'Or                         | Nomination |
| 2015 | Festival international du film de Toronto                         | Prix du public Grolsch              | Nomination |
| 2015 | Festival du cinéma Africain de Khouribga                          | Prix Coup de cœur du jury           | Lauréat    |
| 2015 | Festival du cinéma Africain de Khouribga                          | Prix culturel Don quichotte         | Lauréat    |
| 2015 | Festival du cinéma Africain de Khouribga                          | Meilleur acteur                     | Lauréat    |
| 2015 | Festival International du Film de Femmes de Salé                  | grand Prix                          | Nomination |
| 2015 | Festival international du film africain                           | Meilleur scénario                   | Lauréat    |
| 2015 | Lumières d'Afrique                                                | Prix du jury Signis                 | Lauréat    |
| 2015 | Festival international du film de Stockholm                       | Cheval de bronze                    | Nomination |
| 2016 | Festival international du film de Jeonju                          | grand Prix                          | Nomination |

| Festival                                                          | Date           | Taper                      |
| ----------------------------------------------------------------- | -------------- | -------------------------- |
| Festival panafricain du cinéma et de la télévision de Ouagadougou | mars 2015      | Première mondiale          |
| Festival international du film de femmes de Créteil               | Mars 2015      | Première européenne        |
| Festival du Film Panafricain, Cannes                              | avril 2015     | Avant-première cannoise    |
| Cinéma Noir Brésil                                                | Mai 2015       | Première sud-américaine    |
| Africa Film Trinité-et-Tobago                                     | juillet 2015   | Première caribéenne        |
| Festival international du film de Zanzibar                        | juillet 2015   | Première tanzanienne       |
| Ecrans Noirs                                                      | juillet 2015   | Première camerounaise      |
| Festival du cinéma Africain de Khouribga                          | Septembre 2015 | Première marocaine         |
| Festival international du film de Toronto                         | Septembre 2015 | Première nord-américaine   |
| Festival International du Film de Femmes de Salé                  | Octobre 2015   |                            |
| Filmfest Hambourg                                                 | Octobre 2015   | Première allemande         |
| Festival du film africain d'Ottawa                                | Octobre 2015   |                            |
| Festival du film africain de Cambridge                            | Octobre 2015   |                            |
| L'Afrique en mouvement                                            | Octobre 2015   |                            |
| Filmer l'Afrique                                                  | novembre 2015  |                            |
| Œil d'Afryka                                                      | novembre 2015  |                            |
| Festival international du film africain                           | novembre 2015  | Première nigériane         |
| Festival du film de Virginie                                      | novembre 2015  | Première américaine        |
| Lumières d'Afrique                                                | novembre 2015  |                            |
| Festival international du film du Caire                           | novembre 2015  | Première en Égypte         |
| Festival international du film de Stockholm                       | novembre 2015  | Première scandinave        |
| Festival international du film de Palm Springs                    | janvier 2016   | Première sur la côte ouest |
| Festival international du film de Rotterdam                       | janvier 2016   | Première néerlandaise      |
| Festival du film panafricain                                      | Février 2016   | Première à Los Angeles     |
| Festival AFI du Nouveau Cinéma Africain                           | mars 2016      |                            |
| Caravanes des Cinémas d'Afrique                                   | Mars 2016      |                            |
| Festival international du film de Washington DC                   | avril 2016     | Première DC                |
| Festival international du film de Jeonju                          | avril 2016     | Première asiatique         |
| Festival du film africain de New York                             | Mai 2016       | Première new-yorkaise      |